# Церковь Рождества Богородицы (Велегож)
Церковь Рождества Богородицы (Богородицерождественский храм) — действующий православный храм в селе Велегож, Заокского района, Тульской области, памятник архитектуры, объект исторического и культурного наследия государственного (общероссийского) значения (указ президента РФ от 20 февраля 1995 года № 176).

## История храма
Православие на территории Заокского района относится, вероятно, к  XII веку, когда священномученик Кукша Печерский  проповедовал евангелие племенам вятичей, селившимся на берегу Оки.
Точные данные о дате постройке 1-го деревянного храма не сохранились. В справке Государственного архива Тульской области упомянуто: “В книге “Материалы для истории церквей Калужской епархии”, Алексинской десятины жилые и данные церкви и пустовые церковные земли (1628-1746): По книгам Калужской десятины (1677) старост поповских Покровского попа Тимофея, да Пречистенского попа Демиона прибыла вновь построенная церковь в Алексинском уезде церковь Рождества Преподобной Богородицы в селе Велегоши даны 5 алтын, 4 деньги, заезда гривна и 15 марта те деньги на нынешний (1677), да на прошлые на (1674-1676), по тому ж на год и того и с нынешним годом на 4 года 1 рубль, 2 алтына, 4 деньги, платил староста попов. Покровский поп Тимофей, принял Иванка Вишняков”. Таким образом, строительство церкви можно отнести (до 1674). Деревянная церковь сгорела (до 1730).
Запись в книге в дальнейшем свидетельствует о постройке нового, каменного храма: “16 июня 1731 г. запечатан указ о строении церкви по челобитью князя Трубецкого Ивана Юрьевича Меньшова (племянник Трубецкого Ивана Юрьевича Большого), велено против его челобитья в вотчине его в селе Рождествене, Велегоши тож, вместо горелой деревянной церкви на том же церковном месте построить вновь каменную церковь во имя тот же престол Рождества Пресвятой Богородицы да придела Спаса Нерукотворного Образа да предела святого Николая чудотворца, пошлин 10 алтын, нужнейших денег взяты”.
Архитектором церкви выступил мастер из Переславля-Залесского Яков Устинович Главщиков.  Церковь представляла собой кирпичное здание, редкий пример аннинского барокко. Церковь состоит из основного объёма в виде неравногранного восьмерика перекрытого куполом. К основному объёму церкви примыкали алтарь и два предела в честь: святителя Николая Мирликийского и Спаса Нерукотворного, а также притвор. В начале XX столетия церковь расширена к западу, сооружена колокольня и предел в честь Смоленской иконы Божией Матери” Одигитрия” на средства прихожан.
Указ об освящении церкви дан (30 сентября 1735) попу Иванову Семёну, с предписанием произвести освящение управителю церкви попу Лаврентьеву Ивану. Церкви принадлежала также  богадельня. В штате находились священник и псаломщик, проживавших в построенных на церковной усадебной земле домах. Размеры церковной земли с погостом составляли 2 десятины, пахотная – 30 десятин, сенокосная – 4 десятины. В храме сохранялись: опись церковного имущества (с 1856), исповедные росписи и копии с метрических книг (с 1915), церковная библиотека насчитывала 48 книг. Храм пострадал от пожара (1867) и иконостас в нём был заменён на новый пятиярусный. В селе (1915) числилось 98 домов, где проживало 293 мужчины и 323 женщины. В приход  церкви входили деревни: Антоновка, Благодать, Горки, Харино. Численность прихожан составляла 806 человек, также были раскольники-беспоповщины: 8 мужчин и 7 женщин. Доходы церкви составляли проценты с капитала в 1400 рублей. Притч пользовался процентами с капитала 600 рублей и церковной землёю. При церкви состоят: церковно-приходское попечительство (с 1863) и церковно-приходская школа (с 1884).
Во время Великой Отечественной войны (1941-1945) село обстреливалось из орудий, несколько снарядов попали в церковь, но больших разрушений не принесли.
В советское время храм был закрыт, разграблен и опустошён (1959-1961).
По просьбе (1991) местных жителей митрополит Тульский и Белевский Серапион посетил храм и увидел: здание храма и церковного дома разрушено, всюду мусор, железо с крыши содрано, уникальные полы с керамической плиткой Харьковского предпринимателя Герменгельда, почти полностью взломаны и украдены. По указу митрополита Серапиона (от 08 августа 1991) священнику В.А. Матвееву предписано, без освобождения от должности настоятеля Свято-Троицкого храма села Бёхова, быть настоятелем церкви и начать восстановление храма. В.А. Матвеев начал выпускать приходскую газету “Уроки православия”, что позволило привлечь внимание областных властей и спонсоров, помогать храму согласился глава (1991-1997) Тульской области Николай Васильевич Севрюгин (с 1995). С этого времени начинается интенсивное восстановление храма. Святейший патриарх Московский и всея Руси Алексей II посетил и освятил храм (07 июня 1999).
В настоящее время в храме установлено 3 иконостаса, 12 киотов, в которые вставлены 150 писанных на золоте икон, изготовлены и вставлены иконы из мозаики на внешних  стенах церкви, перекрыта кровля и установлены новые кресты на куполах и колокольне под золото, вымощена 4-х метровая отмостка вокруг храма, роспись внутреннего пространства храма завершено артелью иконописцев под руководством серпуховского художника Ильина Владимира Ивановича, роспись храма осуществлял и сам настоятель церкви В.А. Матвеев. К церкви подведён газопровод, что позволило сделать храм тёплым, подведена асфальтовая дорога. Неподалёку от храма, над источником, установлена часовня с раздельными купелями для мужчин и женщин. О храме упоминается в книге “В среднем течении Оки”.

## Известные служители церкви
| года        | Фамилия, имя, отчество                       | Примечания |
| ----------- | -------------------------------------------- | --- |
| до 1937     | Благосклонский Михаил Николаевич (1881-1937) | Протоиерей, служил с матушкой Александрой Лукиничной (1886-1937), скончались в одно время в нищете. |
| 1946        | Артёмов Михаил Михайлович (1898-?)           | Из крестьян, родился в д. Грешное Волынского района Орловской области, псаломщик церкви в с. Велегож (1946), определён диаконом к церкви в с. Туртень Октябрьского района, диакон в Белёве, церкви св. Дмитрия Солунского в Туле (1952), в пос. Чернь, Иоанно-Предтеченской церкви в Венёве, Никольской церкви в пос. Крапивна Щекинского района, судим (1932). |
| 1948        | Бажанов Сергей Михайлович (1882-?)           | Родился в Денисово Тульской обл, псаломщик с. Денисово Покровской церкви (1899-1912), диакон там же (до 1920), священник Успенской церкви в с. Красино Каширского уезда (1920-1930), Николаевской церкви с. Венёв-монастырь (1943), пос. Крапивна (1943-1948), с. Велегож (1948), с. Туртень Октябрьского района (Ефремовского или Воловского) (1948-1950), настоятель Никольской церкви пос. Крапивна (1950-1954), третий священник с. Новоселебное Болоховского района (с 1954). |
| 1948-1949   | Петров Михаил Михайлович (15.11.1893 – ?)    | Священник, сын диакона, окончил Потёмкинское училище (1913), учитель в с. Мишины Поляны Белёвского района (1913–1915), участвовал в империалистической войне и был псаломщиком при воинской части (1915–1918), служил в Тульской епархии, находился в заключении (1937– 1947), настоятель в Велегоже (1948–1949), служил в церквях Тульской епархии (до 1955). |
| 1991 по н.в | Матвеев Валентин Алексеевич                  | Родился (26.01.1947), священник, художник, реставратор, учёба в московском художественном училище М.И. Калинина на живописном отделении (1962-1967), которое закончил с отличием, служба в армии (1967-1969), работал в Тульском отделении художественного фонда РСФСР (1969-1976), оформлял Крестовую церковь в епархии (1976), писал иконы и портреты архиереев. Рукоположён во диакона Всехсвятского кафедрального собора Тулы (1989), клирик Всехсвятского кафедрального собора Тулы (до 1990), настоятель Свято-Троицкого храма в с. Бехово Заокского района (с 1990), Богородицерождественского храма в с. Велегож Заокского района (1991). Благочинный Тульской епархии по Заокскому району (2001–2002). Закончил обучение в Тульской Духовной семинарии (2017), с присуждением квалификации <<Специалист в области Православного Богословия>>. Награды: набедренник и камилавка при рукоположении (1989), наперсный крест (1990), протоиерейство (2002), медаль ордена «За заслуги перед Отечеством» без мечей (2005), палица (2007), патриаршая грамота (2011), крест с украшениями (2012), присвоено звание <<Почётный гражданин Заокского района>> (2015). |